# Оливье II де Клиссон
Оливье II де Клиссон (фр. Olivier II de Clisson; 1236—1307) — бретонский аристократ, сын Оливье I де Клиссона. В 1262 году, после смерти отца, унаследовал семейные владения. Восстановил замок в Блене, нормализовал отношения с герцогской властью после конфликта, в который был втянут его отец. Как и другие бретонские сеньоры, Оливье II старался приобретать земли за пределами герцогства, чтобы стать более независимым. В частности, у него появились владения в Анжу.
В браке Оливье II с Жанной де Бертран родились сыновья Оливье III и Гийом.